# FK Daugava Riga (2003)
Pour les articles homonymes, voir FK Daugava Riga.
Maillots
Le FK Daugava Riga est un club letton de football basé à Riga. Une précédente organisation a porté ce nom de 1944 à 1990.

## Historique

### Repères historiques
- 2003 : fondation du club sous le nom de FK Jūrmala
- 2008 : le club est renommé FK Jūrmala-VV
- 2012 : le club est renommé Daugava Riga[1]
- 2014 : 1re participation à une Coupe d'Europe (C3, saison 2014/15)

## Bilan sportif

### Palmarès
- Championnat de Lettonie de D2 (1)
  - Champion : 2003

- Coupe de Lettonie
  - Finaliste : 2010

### Bilan européen
Note : dans les résultats ci-dessous, le score du club est toujours donné en premier.
| Saison    | Compétition  | Tour           | Club        | Domicile | Extérieur | Total |
| --------- | ------------ | -------------- | ----------- | -------- | --------- | ----- |
| 2014-2015 | Ligue Europa | Premier tour Q | Aberdeen FC | 0 - 5    | 0 - 3     | 0 - 8 |

Légende
- Victoire ou qualification pour le tour suivant
- Match nul
- Défaite ou élimination de la compétition

## Anciens joueurs
- Imants Bleidelis
- Igors Korabļovs
- Marians Pahars
- Igors Stepanovs